# Jelični Vrh
Jelični Vrh este o localitate din comuna Idrija, Slovenia, cu o populație de 134 de locuitori.